# Xiao Baojuan
Xiao Baojuan av Södra Qi, född 483, död 501, var en kinesisk monark. Han var kejsare av Södra Qidynastin 498-501.